# شاندلير هيل
شاندلير هيل (بالإنجليزية: Chandler Hill)‏ (و. 1947 – م) هو ممثل، من الولايات المتحدة الأمريكية، ولد في بوسطن.

## وصلات خارجية
- شاندلير هيل على موقع IMDb (الإنجليزية)
- شاندلير هيل على موقع ألو سيني (الفرنسية)
- شاندلير هيل على موقع قاعدة بيانات الفيلم (الإنجليزية)
- شاندلير هيل على موقع كينوبويسك (الروسية)